# Acrocercops tacita
Acrocercops tacita là một loài bướm đêm thuộc họ Gracillariidae. Nó được tìm thấy ở Hy Lạp (bao gồm Peloponnesus và Rhodes) và Liban.
Ấu trùng ăn Quercus coccifera. Chúng ăn lá nơi chúng làm tổ.Tổ có dạng đốm on underside of the leaf.